# Abitibi Indijanci
Abitibi (Abittibi), slabo poznata banda Algonquin Indijanaca s obala jezera Abitibi u Ontariju, Kanada. Prvi puta spominju se u Jesuit Relation (1640). Po jezuitskim izvorima (1660) zaratili su Irokezi protiv njih i dva druga plemena s istog lokaliteta. Chauvignerie (1736) procjenjuje da imaju 140 ratnika uključujući i Tête de Boule. Od totema kod njih spominje Jarebicu i Orla. Po  'Canadian Indian Office' -u broj im je 1878. iznosio 450, a kasnije se više zasebno ne popisuju. 
Ime Abitibi kroz povijest javlja se kod raznih autora u raznim oblicima, među kojima: Abbetikis, Abbitibbes, Abitibis, Abittibbes, Abittibis, Outabitibek, Outabytibis, Outatibes, Tabitibis, Tabittibis, Tabittikis i Tibitibis. Potomci Abitibija su vjerojatno članovi današnje bande Abitibi ili Abitibiwinni s reezrvata Pikogan u Quebecu. 